# 阿尔科泽卢 (韦尔迪镇)
阿尔科泽卢是葡萄牙布拉加区的一个堂区。总面积3.67平方公里，总人口455人，人口密度124人/平方公里。